# Montenottei csata
A montenottei csata 1796. április 12-én zajlott le a forradalmi háborúk idején a Napoléon Bonaparte tábornok vezette francia és az Eugène-Guillaume Argenteau irányította osztrák sereg között Észak-Itáliában, Cairo Montenotte falu mellett és francia győzelemmel végződött.

## Előzmények
1796. tavaszán Bonaparte megérkezett, hogy átvegye az itáliai francia hadsereg (Armée d’Italie) parancsnokságát, ez volt az első hadsereg-parancsnoksága. Osztrák ellenfele, Johann Peter von Beaulieu is új volt az itáliai hadszíntéren. Szövetségese, a Szárd–Piemonti Királyság még egy harcmezőn küzdött a francia hadsereg ellen. Bonaparte az előzetes tervei szerint a Ligur-tenger partján nyomult előre az északkeleten lévő Beaulieu 28 000 fős osztrák hadserege  és északnyugaton állomásozó Michele Colli altábornagy 21 000 fős osztrák–szárd hadserege között.

## Erők

### Az itáliai francia hadsereg(Armée d’Italie)
Főparancsnok: Bonaparte Napóleon (42 717 a csatamezőn 64 356 összesen)
- André Masséna hadteste:
  - Hadosztály: Amédée Laharpe (11 075)
    - Dandár: Jean Pijon
    - Dandár: Jean Ménard
    - Dandár: Jean Cervoni[4]

  - Hadosztály: Jean Meynier (5428)
    - Dandár: Elzéard Dommartin
    - Dandár: Barthélemy Joubert
- A támadásban részt vevő egységek:
  - Hadosztály: Charles Pierre François Augereau (7908)
    - Dandár: Martial Beyrand
    - Dandár: Claude Victor[5]
    - Dandár: Pierre Banel

  - Hadosztály: Jean Sérurier (6938)
    - Dandár: Jean Guieu[6]
    - Dandár: Louis Pelletier

  - Hadosztály: François Macquard (3 690)
    - Dandár: Jean David
    - Dandár: Claude Dallemagne

  - Hadosztály: Pierre Garnier (3 136)
    - Dandár: Jean Davin
    - Dandár: Guilin Bizanet
    - Dandár: Joseph Colomb
    - Dandár: Pierre Verne[7]

  - Lovasság: Henri Stengel
    - Hadosztály: Henri Stengel (2542)
    - Hadosztály: Charles Kilmaine (2000)

  - Partvédő hadosztály:(21 639)

### Az osztrák – szárd–piemonti koalíciós haderő
Főparancsnok: Johann Peter von Beaulieu táborszernagy (49 000)
- Osztrák hadsereg: Johann P. Beaulieu táborszernagy(28 000 osztrák és nápolyi)
  - Jobbszárny: Eugène Argenteau altábornagy
    - Dandár: Anton Lipthay de Kisfalud vezérőrnagy (4 gyalogos zászlóalj)
    - Dandár: Mathias Rukavina vezérőrnagy (4 gyalogos zászlóalj)
    - Dandár: Philipp Pittoni vezérőrnagy (7 gyalogos zászlóalj)[8]
    - Dandár: Karl Salisch ezredes (5 gyalogos zászlóalj, 2 lovasszázad)

  - Balszárny: FML Karl Philipp Sebottendorf
    - Dandár: Wilhelm Kerpen vezérőrnagy (5 zászlóalj)
    - Dandár: Franz Nicoletti vezérőrnagy (6 zászlóalj)
    - Dandár: Gerhard Rosselmini vezérőrnagy (4 zászlóalj)
    - Lovas dandár: Anton Schübirz vezérőrnagy (18 lovasszázad)
    - Nápolyi Királyság Lovasdandár: di Cuto herceg (13 lovasszázad)[9]
- Szárd–piemonti hadsereg: Michelangelo Alessandro Colli-Marchini altábornagy (17 000 szárd–piemonti és 4000 osztrák)[10]
  - Hadosztály: Ismeretlen összetételű
    - Osztrák dandár: Giovanni di Provera altábornagy
    - Szárd–piemonti dandár: Brempt, Giuseppe Vital, Jean Dichat[11]

## Hadműveletek

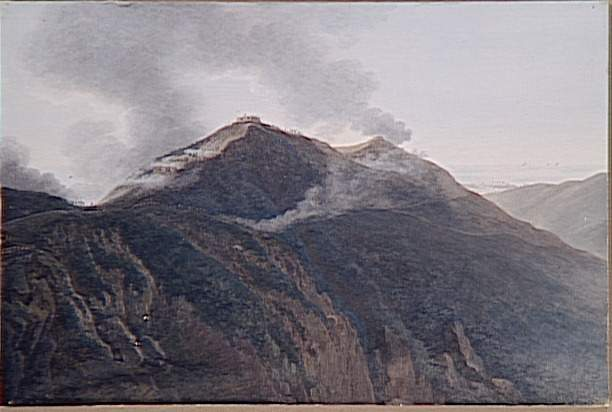
Osztrák–szárd tüzérség lövi a Monte Legino hegyi erődjét

Április 10-én az osztrák hadsereg bal szárnya Beaulieu vezetésével megtámadott egy francia dandárt a Voltrinál (napjainkban Genova külvárosa). A helyi francia parancsnok visszavonult a harc elől és elmenekült. Mivel vezérkar habozott, Argenteau jobbszárnyának támadása nem kezdődött el április 11-ig.  Ezen a napon az osztrák 3500–4000 katonát vonultattak fel a francia harcálláspont ellen Monte Leginónál. Az 1500 francia Antoine Rampon vezetésével minden osztrák támadásnak ellenállt a nap folyamán. Mivel Argenteau terve kudarcot vallott, így letáborozott Montenotte közelében és néhány ágyúból álló erősítést küldött.
Ezek a lépések késztették azonnali ellenoffenzívára Bonapartét, aki André Masséna két hadosztályát Savonából a Cadibona hágón át Carcaréba irányította. Meggyőződve arról, hogy Beaulieu túl messze tartózkodik keleten, ahhoz hogy hatékonyan beavatkozhasson, Bonaparte elhatározta, hogy Argenteau-t zúzza össze. Carcaréből két dandárnak Amédée Laharpe hadosztályából parancsot adott Argenteau megtámadására, míg ezalatt Masséna Laharpe harmadik dandárjával elvágta az utat az osztrákok mögött.

## A csata
Április 12-én 9000 francia katona állt szemben 6000 osztrákkal. Laharpe frontális támadást indított, ezalatt Masséna átkelt a hegyeken Jean Menard dandárjával az osztrák jobbszárnyra fordulva. Argenteau megpróbálta megállítani a francia manővert, de túl későn cselekedett. Masséna rohamozott, az osztrákok elmenekültek, legtöbb veszteséget a foglyul ejtett katonák jelentették.  A következő reggel Argenteau emberei közül csak 700 maradt, a többi eltűnt a harcban vagy szétszóródott.

## Következmények
Ez a  csata volt Bonaparte első győzelme a montenottei hadjáratban. A francia veszteség 800 halott vagy sebesült, eltűnt. Az osztrákok vesztesége: 2500 halott, vagy sebesült, a legnagyobb veszteséget a hadifoglyok jelentették. A 16. Terzi gyalogsági ezred 1. zászlóalja el volt vágva, és így megadta magát. Akik átvészelték a csatát, azokat Argenteau  Degonál, mintegy 6 km-re észak-északkeletre újjászervezte. A következő akció a millesimói csata lett április 13-án, és a második degói csata április 14-15-én.

## Fordítás
- Ez a szócikk részben vagy egészben  a   Battle of Montenotte című angol Wikipédia-szócikk fordításán alapul.  Az eredeti cikk szerkesztőit annak laptörténete sorolja fel. Ez a jelzés csupán a megfogalmazás eredetét és a szerzői jogokat jelzi, nem szolgál a cikkben szereplő információk forrásmegjelöléseként.